# Марголис, Аркадий Аронович
Марголис, Аркадий Аронович (род. 4 января 1961, Москва) — российский психолог, организатор создания совместно с В. В. Рубцовым Московского государственного психолого-педагогического университета (1997 г.), ректор университета (с 7 февраля 2020 года, временно исполняющий обязанности с 6 ноября 2018 года).

## Образование
Московский государственный педагогический институт имени Ленина, физический факультет (1977—1982), аспирантура НИИ ОПП АПН СССР (в настоящее время Психологический институт РАО) (1986—1989).

## Места работы и должности
С 7 февраля 2020: ректор МГППУ.
С 6 ноября 2018 по 7 февраля 2020: врио ректора Московского государственного психолого-педагогического университета. В ноябре 2019 года избран ректором МГППУ, но после этого Минобрнауки России продлило временное исполнение обязанностей ректора на срок до года.
С 2003 по настоящее время: Профессор кафедры «Педагогическая психология» Московского государственного психолого-педагогического университета
С 2002 по 2018: Первый проректор Московского государственного психолого-педагогического университета
С 1998 по 2002: Проректор по учебной работе Московского городского психолого-педагогического института, профессор кафедры педагогической психологии
С 1989 по 1998: Научный сотрудник, заведующий лабораторией ПИ РАО
С 1986 по 1989: Аспирантура НИИ ОПП АПН СССР (ПИ РАО)
С 1982 по 1986: Учитель физики школы № 10, г. Москва

## Ученая степень, ученое звание
кандидат психологических наук, 1990 г., старший научный сотрудник, 1998 г.

## Награды, премии, звания
Награды:
1. Орден Дружбы, 2013 г;
2. Почетный знак за вклад в развитие МГППУ «Золотой знак Пси», 2011 г.;
3. Медаль им. Г. И. Челпанова (I степени) ПИ РАО и МГППУ «За вклад в развитие психологической науки», 2007 г.;
4. Медаль К. Д. Ушинского, Министерство образования Российской Федерации, 2001 г.;
5. Медаль «В память 850-летия Москвы», 1997 г.

Премии:
1. Грамота Департамент образования города Москвы, 2010 г.;
2. Лауреат конкурса «Грант Москвы» в области наук и технологий в сфере образования, 2003 г.;
3. Премия Президента Российской Федерации в области образования за создание и внедрений авторской модели «Система психологического обеспечения развивающего образования на основе теории социо-генеза» для региональных систем образования, 1998 г. В составе авторского коллектива под руководством профессора В. В. Рубцова[5].

Звания:
1. Почетный профессор МГППУ, 2017 г.;
2. Почетное звание «Заслуженный работник высшей школы Российской Федерации», 2007 г.;
3. Нагрудный знак «Почетный работник высшего профессионального образования Российской Федерации», Министерство образования Российской Федерации, 2004 г.

## Участие в экспертной работе
1. Ученый Совет МГППУ, Председатель;
2. Федеральное учебно-методическое объединение (ФУМО) по УГСН «Образование и педагогические науки», член ФУМО;
3. Межведомственная группа Министерства просвещения Российской Федерации по Национальной системе учительского роста (НСУР), член группы.

## Международная деятельность
1. European Educational Research Association (EERA), Council member (член Совета), с 2015 г.
2. Международное общество культурно-исторических и деятельностных исследований (ISCAR), член исполкома, 2009—2011 гг.;

## Общественные организации
1. Федерация психологов образования России (ФПОР), член Президиума;
2. Ассоциация педагогов «Педагог XXI века», член Президиума;
3. Ассоциация исследователей образования (АИО), председатель Научного Совета.

## Профессиональный опыт (реализованные инициативы и проекты)
1. Федеральное государственное бюджетное образовательное учреждение высшего образования «Московский государственный психолого-педагогический университет» (1997 г.) (совместно с В. В. Рубцовым).
  - Создан первый в России специализированный психолого-педагогический университет. Рейтинг востребованности вузов РФ (РИА Новости): 1 место в группе гуманитарных и педагогических вузов РФ (2016), 4 место (2017). Вуз — лидер в области психолого-педагогического образования РФ.
2. Инновационная программа развития психологического образования (ИОП МГППУ) (2007—2008 гг.), соруководитель (совместно с В. В. Рубцовым).
  - Единственный вуз субъекта Федерации, вошедший в список 57 инновационных вузов России. В рамках проекта создана и внедрена уникальная программа развития психологических исследований (фундаментальных и прикладных) и психологического образования. Создан первый и единственный в Российской Федерации, СНГ и Восточной Европе Научно-образовательный центр нейрокогнитивных исследовании (МЭГ-центр), Научно-образовательный центр «Экспериментальная психология».
3. Федеральный государственный образовательный стандарт высшего образования (ФГОС ВО) (2009 г.) по направлению «Психолого-педагогическое образование» (ППО), основной соразработчик (совместно с В. В. Рубцовым, Ю. М. Забродиным).
  - Создано новое направление подготовки, в которое вошли 13 ранее существовавших специальностей высшего образования, разработаны стандарты компетентностной подготовки по 10 профилям уровня бакалавриата, магистратуры и специалитета;
4. Создание УМО по направлению ППО на базе МГППУ(2010 г.) (член Президиума).
  - В УМО вошли около 50 вузов РФ, осуществляющих подготовку по направлению «Психолого-педагогическое образование»;
5. Проект модернизации психологической службы системы образования Москвы (2012—2013 гг.) (научный руководитель).
  - В рамках проекта разработана и внедрена новая модель деятельности психологической службы и педагогов-психологов, соответствующая задачам психологического сопровождения реализации основных образовательных программ, выделены 2 основных направления (сопровождение ООП и коррекционная работа с учащимися с ОВЗ). Разработаны типовые программы сопровождения образовательных организаций со стороны ПМСЦ. Предложенная модель внедрена в практику психологической службы ДОгМ, нормативно закреплена в Законе об образовании (с. 42) и структуре трудовых функций в профессиональном стандарте педагога-психолога;
6. Проект модернизации педагогического образования в РФ (МОН РФ 2014—2017).
  - Соразработчик концепции модернизации педагогического образования (2014 г.). Научный соруководитель федерального оператора комплексного проекта (2014—2015 гг.) и научный руководитель оператора проекта (2016—2017 гг.).
  - Разработана новая методология, содержание и технологии подготовки педагогов всех профилей в соответствии с требованиями ФГОС общего образования и профессионального стандарта педагога, которые прошли успешную апробацию в 65 университетов из 51 региона РФ-участников комплексного проекта. Разработана и апробирована система независимой оценки квалификации выпускников (будущих педагогов), реализованы клинический и деятельностный подходы в подготовке педагогов на основе новой модели школьно-университетского партнёрства;
7. Проект создания научного журнала «Психологическая наука и образование» (1993—2018 гг.).
  - Автор идеи (совместно с В. В. Рубцовым), руководитель проекта, Первый заместитель главного редактора.
  - Идея создания специализированного научного журнала для психологов, интересующихся сферой образования, и педагогов, интересующихся исследованиями в сфере психологии. По данным Science Index РИНЦ (2016 г., 2017 г., 2018 г.) журнал занимает 1-е место по направлению «Психология», 2-е место по направлению «Образование», 37-е место в общем рейтинге всех научных изданий, издаваемых в РФ (2017), индексируется WoS, входит в перечень ВАК;
8. Проект создания журнала «Культурно-историческая психология». Автор идеи создания журнала (совместно с В. П. Зинченко, В. М. Муниповым, В. В. Рубцовым).
  - Заместитель председателя редакционного совета. Междисциплинарный научный журнал посвящённый истории и современному состоянию культурно-исторического и деятельностного подхода в психологии. Журнал аффилирован с международным обществом ISCAR, является двуязычным, индексируется WoS, Scopus, Американской психологической Ассоциацией (APA), входит в перечень ВАК;
9. Портал психологических журналов psyjournals.ru
  - Автор проекта создания первого в РФ открытого полнотекстового онлайн портала с размещенными на нем психологическими ресурсами (МГППУ и других изданий). В настоящее время содержит открытый репозиторий более 20 научных изданий.
  - Портал психологических изданий PsyJournals.ru («PsyJournals.ru Portal of Russian Psychological Publications») включен в международный рейтинг академических репозиториев The Ranking Web of World repositories (CSIC) и занимает 55 место (по данным 2015 года).
10. Проект «Внедрение компетентностного подхода при разработке и апробации основных профессиональных образовательных программ высшего образования по УГСН „Образование и педагогические науки“ (уровень образования бакалавриат, магистратура и аспирантура, профиль „Педагог начального общего образования“) (МОН РФ, 2016 г.), научный руководитель проекта.
  - Разработана и апробирована инновационная модель подготовки учителей начальных классов на основе требований профессионального стандарта педагога и ФГОС ОО.
11. Проект „Создание и внедрение модели аттестации педагогических работников на основе оценки их квалификации в соответствии с требованиями профессионального стандарта педагога и федеральных государственных образовательных стандартов общего образования“, (МОН РФ, 2017—2018 гг.), научный руководитель проекта.
  - Разработана и апробирована новая модель аттестации педагогов разной квалификации (учитель, первая и высшая категории) на основе единого фонда оценочных материалов (ЕФОМ) и проекта профессионального стандарта педагога. Апробирована оценка квалификации будущих педагогов (включая выпускников педагогических вузов — профессиональный экзамен).

## Научные интересы
Психология образования, педагогическая психология, педагогическое образование, культурно-историческая и деятельностная психология.

## Наука
Имеет более 90 публикаций, из них 10 учебных изданий, более 80 работ на русском и английском языках в российских и зарубежных научных изданиях.
Основные учебные издания
1. Марголис А. А. Модернизация педагогического образования в Российской Федерации. — Учебное пособие. М: МГППУ, 2019, — 382 С;
2. Марголис А. А. Профессиональный стандарт педагога: разработка и использование в России и за рубежом. — Учебное пособие. М: МГППУ, 2019, — 197 С.;
3. Марголис А. А., Алхимов В. И., Баранов С. Н., Думин П. Н., Корниенко П. А., Малых С. Б., Мармалюк П. А., Юрьев Г. А. Марковские модели в задачах диагностики и прогнозирования. — Учебное пособие. — М: РУСАВИА, 2013, — 172 С.;
4. Марголис А. А., Ковалев С. Д., Телегин М. В., Кондратьев Е. А. Объяснительная записка к программе „Философия для детей“. — Учебное пособие. „Воспитательный диалог“ — М: Центр Развивающее образование, 2002, — 47 С.

Основные научные статьи
1. Марголис А. А. Оценка квалификации учителя: обзор и анализ лучших зарубежных практик. Психологическая наука и образование. 2019, Том 24, № 1, С, 5-30;[6]
2. Марголис А. А., Куравский Л. С., Шепелева Е. А., Гаврилова Е. В., Петрова Г. А., Войтов В. К., Юркевич В. С., Ермаков С. С. Возможности компьютерной игры „Plines“ как инструмента диагностики комплексов когнитивных способностей школьников. Современная зарубежная психология, 2018, Том 7, № 3, С. 38-52;[7]
3. Марголис А. А. Что смешивает смешанное обучение? Психологическая наука и образование, 2018, Том 23, № 3, С. 5-19;[8]
4. Марголис А. А., Сафронова М. А. Итоги комплексного проекта по модернизации педагогического образования в Российской Федерации (2014—2017 гг.). Психологическая наука и образование, 2018, Том 23, № 1, С. 5-24;[9]
5. Марголис А. А., Сафронова М. А., Панфилова А. С., Шишлянникова Л. М. Итоги независимой оценки сформированности общепрофессиональных компетенций у будущих педагогов. Психологическая наука и образование, 2018, Том 23, № 1, С. 64-81;[10]
6. Марголис А. А., Новикова Е. М. Социальный контекст внедрения национальной системы учительского роста в России: информированность и отношение учителей. Психологическая наука и образование, 2017, Том 22, № 4, С. 10-21;
  - https://psyjournals.ru/psyedu/2017/n4/Margolis_Novikova.shtml
7. Марголис А. А., Аржаных Е. В., Гуркина О. А., Новикова Е. М. Готовность педагогов к введению профессионального стандарта: результаты социологического исследования. Психологическая наука и образование, 2016, Том 21, № 2, С. 22-34;
  - http://psyjournals.ru/psyedu/2016/n2/margolis_arzhanykh_et_al.shtml
8. Куравский Л. С., Марголис А. А., Мармалюк П. А., Панфилова А. С., Юрьев Г. А. Математические аспекты концепции адаптивного тренажера. Психологическая наука и образование, 2016, Том 21, № 2, С. 84-95;
  - http://psyjournals.ru/psyedu/2016/n2/kuravsky_margolis_et_al.shtml
9. Марголис А. А. Модели подготовки педагогов в рамках программ прикладного бакалавриата и педагогической магистратуры. Психологическая наука и образование, 2015, Том 20, № 5, С. 45-64;
  - http://psyjournals.ru/psyedu/2015/n5/margolis.shtm (недоступная+ссылка)l
10. Болотов В. А., Рубцов В. В., Фрумин И. Д., Марголис А. А., Каспржак А. Г., Сафронова М. А., Калашников С. П. Информационно-аналитические материалы по итогам первого этапа проекта „Модернизация педагогического образования“. Психологическая наука и образование, 2015, Том 20, № 5, С. 13-28;
  - http://psyjournals.ru/psyedu/2015/n5/bolotov_rubtsov.shtml
11. Марголис А. А., Гуружапов В. А. Проектирование модели практико-ориентированной подготовки педагогических кадров по программам бакалавриата по направлению подготовки „Психолого-педагогическое образование“ (Учитель начальных классов) на основе сетевого взаимодействия образовательных организаций, реализующих программы высшего образования и начального общего образования. Психологическая наука и образование, 2014, Том 19, № 3, С. 143—159;
  - http://psyjournals.ru/psyedu/2014/n3/71596.shtml
12. Марголис А. А. Требования к модернизации основных профессиональных образовательных программ (ОПОП) подготовки педагогических кадров в соответствии с профессиональным стандартом педагога: предложения к реализации деятельностного подхода в подготовке педагогических кадров. Психологическая наука и образование, 2014, Том 19, № 3, С. 105—126;
  - http://psyjournals.ru/psyedu/2014/n3/71581.shtml
13. Марголис А. А. Проблемы и перспективы развития педагогического образования в РФ. Психологическая наука и образование, 2014, Том 19, № 3, С. 41-57;
  - http://psyjournals.ru/psyedu/2014/n3/71565.shtml
14. Куравский Л. С., Марголис А. А., Мармалюк П. А., Юрьев Г. А., Думин П. Н. Обучаемые марковские модели в задачах оптимизации порядка предъявления психологических тестов. Нейрокомпьютеры: разработка, применение. 2013. № 4 С. 028—038;
15. Куравский Л. С., Марголис А. А., Юрьев Г. А., Мармалюк П. А. Концепция системы поддержки принятия решений для психологического тестирования. Психологическая наука и образование, 2012, № 1, С. 56-65;
  - http://psyjournals.ru/psyedu/2012/n1/50914.shtml
16. Марголис А. А., И. В. Коновалова. Критерии профессиональной компетентности педагога-психолога. Психологическая наука и образование, 2010, № 1, С. 13-20;
  - http://psyjournals.ru/psyedu/2010/n1/27974.shtml
17. Рубцов В. В., Ушаков Д. В., Журавлев А. Л., Марголис А. А. Образование одаренных — государственная проблема. Психологическая наука и образование, 2009, № 4, С. 5-14;
  - http://psyjournals.ru/psyedu/2009/n4/24490.shtml
18. Куравский Л. С., Марголис А. А., Юрьев Г. А. Принципы программной реализации психологического тренажера. Психологическая наука и образование, 2008, № 5, С. 182—188;
  - http://psyjournals.ru/psyedu/2008/n5/Kuravski_Margolis_Yuriev.shtml
19. Рубцов В. В., Марголис А. А., Телегин М. В. Психологическое исследование генеза и развития житейских понятий в условиях учебного диалога (первый этап). Психологическая наука и образование, 2007, № 2, С. 61-72;
  - http://psyjournals.ru/psyedu/2007/n2/Rubtsov_Margolis_Telegin.shtml
20. Зинченко В. П., Мещеряков Б. Г., Рубцов В. В., Марголис А. А. К авторам и читателям журнала. „Культурно-историческая психология“, 2005, № 1, Стр. 4-12.
  - http://psyjournals.ru/kip/2005/n1/introduction.shtml
21. Рубцов В. В., Марголис А. А. Стратегия развития психологического образования. Психологическая наука и образование, 1998, № 2. С. 57-63;
  - http://psyjournals.ru/psyedu/1998/n2/Rubtsov.shtml
22. Марголис А. А. Новый учебный предмет „Философия для детей“. Психологическая наука и образование, 1996, № 1. С. 65-72;
  - http://psyjournals.ru/psyedu/1996/n1/Margolis.shtml
23. Рубцов В. В., Марголис А. А., Гуружапов В. А. Культурно — исторический тип школы. Вопросы психологии, 1994, № 5, — 11 С.;
  - http://www.voppsy.ru/issues/1994/945/945100.htm

1. Марголис А. А. Философия для детей: подход к развитию мышления ребенка. Начальная школа, 1991, № 17, — 3 С.;
2. Рубцов В. В., Пажитнов А. П., Марголис А. А. Компьютер как средство учебного моделирования. Информатика и образование, 1987, № 5. С. 8-14;
3. H. Daniels, H. Lauder, A. Lessa, V. Rubtsov, Margolis A.A., A. Shvedovskaya, J. Hardman. The Outline Of Relationships Between Economic Growth, Education And Well-Being. Вопросы психологии, ноябрь-декабрь 2014, № 6, С. 25-32;
4. Vitaly V. Rubzov, Arkady A. Margolis, Viktor A. Guruzapov. Per Una Scuola „Storico-Culturale“ (Progetto Programmatico). Educational, cultural and psychological studies, june 2014, № 9. P. 419—439 ;
5. Margolis A.A. „Philosophy For Children“ Program In Russia. Thinking. IAPC, New York, USA, 1998, Vol. 13. № 14, — 4 С.;
6. Margolis A.A. A Comparison Between The Philosophy For Children Approach And The Cultural -Historical And Activity Approaches: Psychological And Educational Foundations (Afterward). Natasha: Vygotskyan Dialogues., Teacher College Press, 1996, P. 117—129;
7. Rubtsov V.V., Margolis A.A. Activity Oriented Models Of Information — Based Instructional Environments. Technology and the future of schooling (Ed. By Stephen T. Kerr), Part 2. The University of Chicago Press, 1996, P. 172—199;
8. Rubtsov V.V., Margolis A.A., Guruzhapov V.A. The Cultural — Historical Type Of School. Russian Education and Society. N.Y., 1995, August, № 8, — 21 С.;
9. Margolis A.A. Vygotsky At The Computer: A Soviet View Of „Tools“ For Learning. The Computing Teaсhеr, 1991, август/сентябрь, — 3 С.;

Автореферат диссертации:
Марголис А. А. Развитие учебно-познавательных действий школьников в условиях использования компьютерных средств: автореферат кандидатской диссертации. — Москва: НИИ ОПП АПН СССР, 1990. — 24 с.

## Педагогическая деятельность
Учебные курсы, читаемые в МГППУ
1. „Мировые модели модернизации системы педагогического образования“ (2017—2018 уч.г.);
2. „Современное состояние и перспективы развития системы образования“ (2019—2020 уч.г.).

University of Wisconsin-Madison:
1. „The Cultural-Historical Approach: History and Modern Development“ — PhD graduate program, 1996;
2. „Application of Vygotskyan approach in Education“ — MD graduate program, Dept. of Curriculum and Instruction, 1997.

## Участие в научных журналах
1. „Психологическая наука и образование“, первый заместитель главного редактора;
  - http://psyjournals.ru/psyedu/index.shtml
  - ISSN (печатная версия): 1814—2052
  - ISSN (online): 2311-7273
2. „Психолого-педагогические исследования“, первый заместитель главного редактора;
  - http://psyjournals.ru/psyedu_ru/index.shtml
  - ISSN (online): 2587-6139 (2074-5885)
3. „Культурно-историческая психология“, заместитель председателя редакционного совета;
  - http://psyjournals.ru/kip/index.shtml
  - ISSN (печатная версия): 1816-5435
  - ISSN (online): 2224-8935
4. „Экспериментальная психология“, член редакционного совета;
  - http://psyjournals.ru/exp/index.shtml
  - ISSN (печатная версия): 2072-7593
  - ISSN (online): 2311-7036
5. Современная зарубежная психология», заместитель председателя редакционного совета;
  - http://psyjournals.ru/jmfp/index.shtml
  - ISSN (online): 2304-4977
6. «Learning, Culture and Social Interaction», editorial board member. https://www.journals.elsevier.com/learning-culture-and-social-interaction
  - ISSN: 2210-6561